# Distrito congresional at-large del Distrito de Columbia
El Distrito Congresional At-large es un distrito congresional que elige a un Representante para la Cámara de Representantes de los Estados Unidos por el estado de Distrito de Columbia. El distrito congresional abarca a todo el Distrito de Columbia. Según la Oficina del Censo, en 2011 el distrito tenía una población de 593 955 habitantes.

## Geografía
El Distrito Congresional At-large se encuentra ubicado en las coordenadas 38°54′15″N 77°1′2″O / 38.90417, -77.01722.

## Demografía
Según la Oficina del Censo de los Estados Unidos, en 2011 había 593 955 personas residiendo en el Distrito Congresional At-large. De los 593 955 habitantes, el distrito estaba compuesto por 239 379 (40.3%) blancos; de esos, 231 122 (38.9%) eran blancos no latinos o hispanos. Además 308 516 (51.9%) eran afroamericanos o negros, 1 779 (0.3%) eran nativos de Alaska o amerindios, 20 773 (3.5%) eran asiáticos, 311 (0.1%) eran nativos de Hawái o isleños del Pacífico, 20 095 (3.4%) eran de otras razas y 11 359 (1.9%) pertenecían a dos o más razas. Del total de la población 53 372 (9%) eran hispanos o latinos de cualquier raza; 8 916 (1.5%) eran de ascendencia mexicana, 3 305 (0.6%) puertorriqueña y 1 858 (0.3%) cubana. Además del inglés, 1 723 (7.1%) personas mayores de cinco años de edad hablaban español perfectamente.
El número total de hogares en el distrito era de 260 136, y el 42.1% eran familias en la cual el 17.4 tenían menores de 18 años de edad viviendo con ellos. De todas las familias viviendo en el distrito, solamente el 22.1% eran matrimonios. Del total de hogares en el distrito, el 4.9 eran parejas que no estaban casadas, mientras que el 1.7% eran parejas del mismo sexo. El promedio de personas por hogar era de 2.13. 
En 2011 los ingresos medios por hogar en el distrito congresional eran de US$63 124, y los ingresos medios por familia eran de US$123 998. Los hogares que no formaban una familia tenían unos ingresos de US$154 625. El salario promedio de tiempo completo para los hombres era de US$66 760 frente a los US$60 332 para las mujeres. La renta per cápita para el distrito era de US$44 578. Alrededor del 15.4% de la población estaban por debajo del umbral de pobreza.